# Alfonso Irigoyen
Pour les articles homonymes, voir Irigoyen.

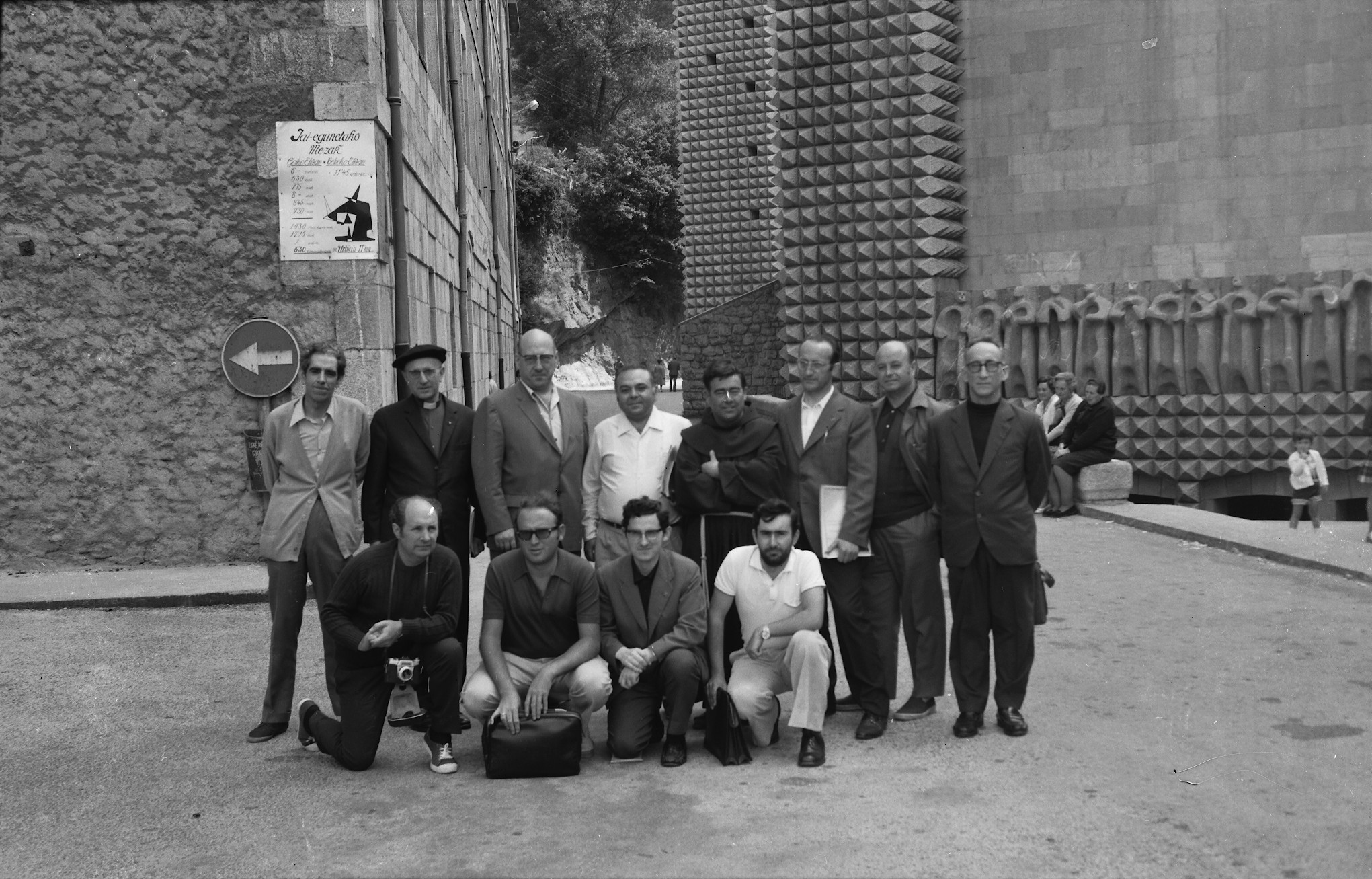
Des membres de l'Euskaltzaindia réunis au sanctuaire d'Arantzazu en 1972. Haut lieu de la culture basque et la bibliothèque du couvent conserve de très nombreux ouvrages en langue basque
Haut de gauche à droite : Koldo Mitxelena, Iratzeder, Jean Haritschelhar, Alfonso Irigoyen, Luis Villasante, Jose Mari Satrustegi, Patxi Altuna et Imanol Berriatua. Bas : Juan San Martin, Jose Luis Lizundia, Joseba Intxausti et Xabier Kintana.

Alfonso Irigoyen Echevarría ou Alfontso Irigoien, né le 14 novembre 1929 et mort le 16 décembre 1996 à Bilbao, est un linguiste, écrivain, bertsolari et académicien basque espagnol de langue basque et espagnole.

## Biographie
Diplômé en philologie romane par l'Université de Salamanque, il obtient un doctorat à la même université. Il devient professeur en 1976 de la faculté de philosophie et lettres de l'Université de Deusto. Il est reconnu en tant que chercheur en linguistique basque dans des domaines de la grammaire historique, la morphologie, les syntaxes et principalement la toponymie, l'anthroponymie et l'onomastique.
Académicien d'Euskaltzaindia ou l'Académie de la langue basque depuis 1957, il est secrétaire et directeur de la revue Euskera et a un important poste dans la réorganisation de l'institution. Il prend part au Congrès d'Arantzazu de 1968 et devient un des défenseurs de l'euskara batua ou basque unifié.
Outre la revue Euskera, il publie de nombreux articles dans Egan et Anaitasuna. Les articles sur la philologie publiés dans différentes publications sont réunis dans De re philologica linguae uasconicae. Composé de 5 livres, le premier est publié en 1986 et le dernier en 1995. Il est l'auteur entre autres de En torno a la toponimia vasca y circumpirenaica (Bilbao 1986), Observaciones en torno a la obra Toponymie Basque de Jean-Baptiste Orpustan (Bilbao 1990), En torno a la evolución y desarrollo del sistema verbal vasco (Bilbao 1985), Pertsona-izenak euskaraz nola eman (Bilbo 1994) et Kultura-hitzak euskaraz: (lexikon culturale) et nomina exonomastica scribendi forma in lingua vasconum (Bilbo 1995). Quelques mois avant de décéder en 1996, il publie son dernier livre : Bibliako eta Grezia Zaharreko pertsona-izenak.
Son intérêt pour le bertsolarisme l'a activement amené à contribuer dans la renaissance des championnats de bertsolaris. Il cultivait entre autres une facette artistique tant dans le domaine de la peinture et de la sculpture que dans la poésie, recevant plusieurs prix par son œuvre poétique part de laquelle est publiée :Herrian gara bizi (1979), Orbel eta orri (1980), Hi ta ni garade zu, to ez date no (1989).